# Diophanes scaberrimus
Diophanes scaberrimus är en insektsart som beskrevs av Piza Jr. 1976. Diophanes scaberrimus ingår i släktet Diophanes och familjen vårtbitare. Inga underarter finns listade i Catalogue of Life.